# Sami Kapanen
Sami Hannu Antero Kapanen (Vantaa, 14 giugno 1973) è un ex hockeista su ghiaccio finlandese.

## Palmarès

### Olimpiadi invernali
- Bronzo a Lillehammer 1994
- Bronzo a Nagano 1998

### Campionati mondiali
- Oro a Svezia 1995
- Argento a Italia 1994
- Argento a Svizzera 1998
- Argento a Germania 2001